# Palazzo Tufarelli (Nápoly)
A Palazzo Tufarelli egy 16. századi nápolyi reneszánsz palota. A város történelmi központjának Decumano Inferiore részében található a Spaccanapoli mentén. Mai napig megőrizte eredeti formáját. A 18. századból származik a lépcsőház és a belső udvar.